# Cuz I Love You
A Cuz I Love You című stúdióalbum az amerikai énekes, és rapper Lizzo harmadik lemeze, mely 2019. április 19-én jelent meg a Nice Life és Atlantic Records kiadásában. Az albumon Missy Elliott és Gucci Mane amerikai rapperek is vendégszerepelnek. A közös munkából született a "Juice" és "Tempo" című dalok, utóbbi Missy Elliott-tal. Az album deluxe kiadása május 3-án jelent meg, és tartalmazza a Billboard Hot 100 első számú kislemezét a "Truth Hurts" címűt. A deluxe kiadást az év albuma kategóriában jelölték a 62. Grammy-díjátadón, és elnyerte a legjobb Urban kortárs album díjat.

## Előzmények
Az album az első megjelenés a 2016-os Coconut Oil című EP óta. Lizzo január 30-án a hollywoodi Crazy Girls sztriptízklubban tartott albumbemutató partin kijelentette, hogy három éve dolgozik az albumon. Elmondta, hogy a Missy Elliott-tal készített "Tempo" című együttműködés is megjelenik az albumon  a vezető "Juice" című dal mellett, mely tartalmazza a "Like a Girl" című "megerősítő táncdalt" is, valamint a "Jerome" című dalt, melyet az exének szentelt.

## Promóció
Lizzo 2019 januárjában jelentette be az új albumot, február 13-án pedig megosztotta az album borítóját, amelyen meztelenül látható. Paper a borítót "lenyűgöző ragyogásnak, és átalakulásnak nevezte Lizzo számára, majd azt mondta, hogy a "kövér, a különösen kövér és fekete testet ritkán kezelik ilyen gondossággal a fotósok, nem is beszélve az albumborítókról, melyek a Target és Walmart polcain fognak megjelenni.
Az albumot két koncertturné támogatta: A Cuz I Love You Tour (2019) és a Cuz I Love You Too Tour (2019-2020)

## Kislemezek
A Juice az album vezető kislemezeként jelent meg 2019. január 4-én. A dal kereskedelmileg sláger lett, és felkerült az R&B slágerlistákra az Egyesült Államokban, míg Skóciában Top 20-as lett. A kislemezt Lizzo debütáló televíziós fellépésével népszerűsítették az Ellen DeGeneres show-műsorában, majd a Jimmy Fallon Tonight Showban is.
2019. július 26-án jelent meg a Tempo című kislemez Missy Elliott közreműködésével, melyhez videoklipet is forgattak, melyet a kislemez megjelenésének napján mutattak be a YouTube-on.
A Cuz I Love You című dalt eredetileg promóciós kislemezként akarták megjelentetni 2019. február 14-én, mely videoklipet is kapott, és szintén a megjelenés napján mutatták be a YouTube-on. Később a dal kislemezen megjelent 2020. január 28-án és a rádióban a Top 40 játszási listára is felkerült..

### Promóciós kislemez
Az album címadó dala az első promóciós kislemezként jelent meg 2019. február 19-én a dal klipje mellett. Az album második promóciós kislemeze 2019. március 20-án jelent meg, melyben Missy Elliot is közreműködik. A "Tempo" című dal a 21. helyezést érte el az amerikai Digitális daleladási listán, és Lizzo első bejegyzése a Billboard Hot 100-as listán.

## Kritikák
| Értékelések           |           |
| Értékelő              | Értékelés |
| ADM                   | 7.9/10    |
| MC                    | 84/100    |
| AllMusic              | [ 18 ]    |
| The A.V. Club         | B         |
| The Daily Telegraph   | [ 20 ]    |
| The Guardian          | [ 21 ]    |
| The Independent       | [ 22 ]    |
| NME                   | 6/10      |
| The Observer          | [ 24 ]    |
| Pitchfork             | 6.5/10    |
| Rolling Stone         | [ 26 ]    |
| Vice (Expert Witness) | A−        |

A "Cuz I Love You" megjelenésekor széles körű elismerést kapott a zenekritikusoktól. A Metraciritcnél, amely 100-ból 84 pontszámot adtak 24 értékelés alapján, mely "egyetemes elismerést" jelent.
Az AllMusic az album hallgatása során Heather Phares úgy dicsérte a "Cuz I Love You-t", mint Lizzo tehetségének, testiségének, és szexualitásának minden részletének diadalmas kirakatát. Jumi Akinfenwa (Clash) kijelentette, hogy a "pop, hip-hop. R&B, egy kis trip és neo soul stílusokkal Lizzo minden alapot lefed, és tökéletes bevezetőként szolgál saját világába, a mainstream közönség számára. A DIY magazintól Rachel Finn pozitívan értékelte az albumot, és azt írta: "Lizzo vibráló személyisége és humora olyan dalok sorozatán keresztül ragyog, amelyek könnyedén váltanak a funk, a pop és az R&B elemei között.
Natty Kasambala kritikus az NME-től úgy jellemezte az albumot, hogy "olyan hibátlanul műfajilag átívelő, mint maga Lizzo: pop a lényegében, de folyamatosan utal jazz gyökereire, és a twerking történelmi szerelmére. Clarire Biddles a Line of Best Fit hasonló érzelmeket osztott meg az albummal kapcsolatosan, melyet "bájos, függőséget okozó és látszólag könnyed, mert az I Love You Lizzo szupertárságának nyilatkozata". Az album anyaga, mely eddig a legerősebb, lehetővé teszi számára, hogy teljes körűen bemutathassa. A "Lingerine" zárószám bágyadt, csábító neo-lelkének köszönhetően lelkesedése éppoly ragadós, mint amilyen jól megérdemelt.
Néhány kritikus tartózkodóbb volt az album értékelésében. Alexis Petridis a The Guardiannak írt beszámolójában úgy vélte, hogy "Lizzonak van mondanivalója, és egy okos módja annak, hogy mondja... de az itt lévő dolgok ereje még erősebbnek tűnne, ha hagytak volna egy kis helyet a lélegzésre. .. Ehelyett a Cuz I Love You fél órán keresztül erősen lenyomva tartja a lábát a gázpedálon, hogy megpróbálja lerohanni a slágerlistákat. Wawiya Kameir szintén kritikusan fogalmazott a Pitchfork kritikájában, és azt állította, hogy "Annak ellenére, hogy nyilvánvaló ügyessége és karizmája miatt az album 11 dalának némelyikét túlfeszített produkció, kínos fordulatszámok, és "sonkakezes" rappelés terheli.

## Elismerések
| Kiadvány                             | Elismerés                             | Helyezés | Ref.   |
| ------------------------------------ | ------------------------------------- | -------- | ------ |
| Billboard                            | The 50 Best Albums of 2019            | 4        | [ 30 ] |
| The 100 Greatest Albums of the 2010s | 65                                    | [ 31 ]   |        |
| Consequence of Sound                 | Top 50 Albums of 2019                 | 7        | [ 32 ] |
| Entertainment Weekly                 | Top Best Albums of 2019               | 3        | [ 33 ] |
| GQ                                   | The albums that made 2019 great again | 6        | [ 34 ] |
| GQ (Russia)                          | The 20 Best Albums of 2019            | N/A      | [ 35 ] |
| The Guardian                         | The 50 Best Albums of 2019            | 28       | [ 36 ] |
| NME                                  | The 50 Best Albums of 2019            | 16       | [ 37 ] |
| Paste                                | The 34 Best Albums of 2019            | 9        | [ 38 ] |
| PopCrush                             | 25 Best Pop Albums of 2019            | N/A      | [ 39 ] |
| Rolling Stone                        | The 50 Best Albums of 2019            | 6        | [ 40 ] |
| Rolling Stone                        | The 200 Best Albums of the 2010s      | 69       | [ 41 ] |
| Uproxx                               | The Best Albums of 2019               | 8        | [ 42 ] |

## Díjak és jelölések
| Díj                     | Év   | Kategória                     | Eredmény | Ref.   |
| ----------------------- | ---- | ----------------------------- | -------- | ------ |
| BET Hip Hop Awards      | 2019 | Album of the Year             | Jelölve  | [ 43 ] |
| Grammy Awards           | 2020 | Album of the Year             | Jelölve  | [ 44 ] |
| Grammy Awards           | 2020 | Best Urban Contemporary Album | Elnyerte | [ 44 ] |
| People's Choice Awards  | 2019 | Album of 2019                 | Jelölve  | [ 45 ] |
| Soul Train Music Awards | 2019 | Album/Mixtape of the Year     | Elnyerte | [ 46 ] |
| BET Awards              | 2020 | Album of the Year             | Jelölve  | [ 47 ] |

## Sikerek
Az album a Billboard 200-as lista 6. helyén debütált 41.000 eladott darabszámmal, melyből 24.000 db tiszta albumeladás volt. Ez volt Lizzo első albuma, mely felkerült a Billboard 200-as slágerlistára. Ezt követően a 6. helyen végzett a 2019. június 27-én végződő toplistás héten. Megjelenése után 15 hétig Top 10-es volt. Az album 2019. szeptember 7én a 19. héten érte el a 4. helyezést a listán.

## Számlista
A dalszerzői források alapján innen: BMI.
| Cuz I Love You | Cuz I Love You                            | Cuz I Love You                                                            | Cuz I Love You | Cuz I Love You | Cuz I Love You | Cuz I Love You | Cuz I Love You | Cuz I Love You | Cuz I Love You |
| #              | Cím                                       | Producer(ek)                                                              | Hossz          |                |                |                |                |                |                |
| -------------- | ----------------------------------------- | ------------------------------------------------------------------------- | -------------- | -------------- | -------------- | -------------- | -------------- | -------------- | -------------- |
| 1.             | Cuz I Love You                            | X Ambassadors                                                             | 3:00           |                |                |                |                |                |                |
| 2.             | Like a Girl                               | Oak                                                                       | 3:05           |                |                |                |                |                |                |
| 3.             | Juice                                     | Ricky Reed Nate Mercureau Sablon:Ref                                      | 3:15           |                |                |                |                |                |                |
| 4.             | Soulmate                                  | Oak                                                                       | 2:55           |                |                |                |                |                |                |
| 5.             | Jerome                                    | X Ambassadors                                                             | 3:52           |                |                |                |                |                |                |
| 6.             | Crybaby                                   | Reed Mercureau                                                            | 2:56           |                |                |                |                |                |                |
| 7.             | Tempo (featuring Missy Elliott)           | Ricky Reed Sweater Beats Tobias Wincorn Farber Lizzo Mercureau Sablon:Ref | 2:55           |                |                |                |                |                |                |
| 8.             | Exactly How I Feel (featuring Gucci Mane) | X Ambassadors Sabath                                                      | 2:23           |                |                |                |                |                |                |
| 9.             | Better in Color                           | Oak Downtown Trevor Brown Sablon:Ref Zaire Koalo Sablon:Ref               | 2:13           |                |                |                |                |                |                |
| 10.            | Heaven Help Me                            | X Ambassadors                                                             | 3:22           |                |                |                |                |                |                |
| 11.            | Lingerie                                  | Ricky Reed Mercureau                                                      | 3:22           |                |                |                |                |                |                |
| 33:18          |                                           |                                                                           |                |                |                |                |                |                |                |

| Deluxe Version | Deluxe Version | Deluxe Version          | Deluxe Version | Deluxe Version | Deluxe Version | Deluxe Version | Deluxe Version | Deluxe Version | Deluxe Version |
| #              | Cím            | Producer(s)             | Hossz          |                |                |                |                |                |                |
| -------------- | -------------- | ----------------------- | -------------- | -------------- | -------------- | -------------- | -------------- | -------------- | -------------- |
| 12.            | Boys           | Mercereau Reed          | 2:53           |                |                |                |                |                |                |
| 13.            | Truth Hurts    | Reed Tele Sablon:Ref    | 2:53           |                |                |                |                |                |                |
| 14.            | Water Me       | Reed Wincorn Sablon:Ref | 3:06           |                |                |                |                |                |                |
| 42:10          |                |                         |                |                |                |                |                |                |                |

| Japán bónusz dalokkal | Japán bónusz dalokkal  | Japán bónusz dalokkal | Japán bónusz dalokkal | Japán bónusz dalokkal | Japán bónusz dalokkal | Japán bónusz dalokkal | Japán bónusz dalokkal | Japán bónusz dalokkal | Japán bónusz dalokkal |
| #                     | Cím                    | Producer(ek)          | Hossz                 |                       |                       |                       |                       |                       |                       |
| --------------------- | ---------------------- | --------------------- | --------------------- | --------------------- | --------------------- | --------------------- | --------------------- | --------------------- | --------------------- |
| 15.                   | Juice (Breakbot remix) |                       | 2:53                  |                       |                       |                       |                       |                       |                       |
| 45:04                 |                        |                       |                       |                       |                       |                       |                       |                       |                       |

| Szuper deluxe verzió | Szuper deluxe verzió                         | Szuper deluxe verzió | Szuper deluxe verzió | Szuper deluxe verzió | Szuper deluxe verzió | Szuper deluxe verzió | Szuper deluxe verzió | Szuper deluxe verzió | Szuper deluxe verzió |
| #                    | Cím                                          | Producer(ek)         | Hossz                |                      |                      |                      |                      |                      |                      |
| -------------------- | -------------------------------------------- | -------------------- | -------------------- | -------------------- | -------------------- | -------------------- | -------------------- | -------------------- | -------------------- |
| 15.                  | Good as Hell                                 | Lizzo Reed           | 2:39                 |                      |                      |                      |                      |                      |                      |
| 16.                  | Good as Hell (remix featuring Ariana Grande) | Lizzo Reed           | 2:39                 |                      |                      |                      |                      |                      |                      |
| 47:18                |                                              |                      |                      |                      |                      |                      |                      |                      |                      |

| Japán bónusz dalokkal - Szuper deluxe kiadás | Japán bónusz dalokkal - Szuper deluxe kiadás  | Japán bónusz dalokkal - Szuper deluxe kiadás | Japán bónusz dalokkal - Szuper deluxe kiadás | Japán bónusz dalokkal - Szuper deluxe kiadás | Japán bónusz dalokkal - Szuper deluxe kiadás | Japán bónusz dalokkal - Szuper deluxe kiadás | Japán bónusz dalokkal - Szuper deluxe kiadás | Japán bónusz dalokkal - Szuper deluxe kiadás | Japán bónusz dalokkal - Szuper deluxe kiadás |
| #                                            | Cím                                           | Producer(ek)                                 | Hossz                                        |                                              |                                              |                                              |                                              |                                              |                                              |
| -------------------------------------------- | --------------------------------------------- | -------------------------------------------- | -------------------------------------------- | -------------------------------------------- | -------------------------------------------- | -------------------------------------------- | -------------------------------------------- | -------------------------------------------- | -------------------------------------------- |
| 17.                                          | Truth Hurts (DaBaby remix) (featuring DaBaby) |                                              | 3:17                                         |                                              |                                              |                                              |                                              |                                              |                                              |
| 18.                                          | Truth Hurts (featuring AB6IX)                 | Reed Tele Sablon:Ref                         | 2:54                                         |                                              |                                              |                                              |                                              |                                              |                                              |
| 53:47                                        |                                               |                                              |                                              |                                              |                                              |                                              |                                              |                                              |                                              |

## Slágerlista
| Slágerlista (2019–2021)                     | Legjobb helyezések |
| ------------------------------------------- | ------------------ |
| Ausztrália (ARIA Top 50 Albums)             | 19                 |
| Ausztria (Ö3 Austria Top 40)                | 66                 |
| Belgium (Ultratop Flandria)                 | 79                 |
| Belgium (Ultratop Vallónia)                 | 164                |
| Kanada (Billboard Canadian Albums Chart)    | 7                  |
| Hollandia (Dutch Charts Album Top 100)      | 68                 |
| Franciaország (SNEP Album Top 100)          | 111                |
| Magyarország (MAHASZ Top 40 albumlista)     | 12                 |
| Írország Írország (OCC)                     | 21                 |
| Litvánia Lithuanian Albums (AGATA)          | 89                 |
| Új-Zéland (Recorded Music NZ Top 40 Albums) | 31                 |
| Egyesült Királyság (Scottish Albums)        | 46                 |
| Svájc (Schweizer Hitparade Top 100 Albums)  | 75                 |
| Egyesült Királyság (UK Albums Chart)        | 30                 |
| Egyesült Királyság (UK R&B Albums)          | 2                  |
| USA Billboard 200                           | 4                  |
| USA Top Tastemaker Albums (Billboard)       | 3                  |

| Slágerlista (2019)                         | Helyezések |
| ------------------------------------------ | ---------- |
| Kanada Canadian Albums (Billboard)         | 30         |
| Amerikai Egyesült Államok US Billboard 200 | 20         |
| Slágerlista (2020)                         | Helyezések |
| Ausztrália Australian Albums (ARIA)        | 59         |
| Belgium Belgian Albums (Ultratop Flanders) | 152        |
| Kanada Canadian Albums (Billboard)         | 33         |
| Amerikai Egyesült Államok US Billboard 200 | 41         |
| Slágerlista (2021)                         | Helyezés   |
| Amerikai Egyesült Államok US Billboard 200 | 129        |

| Slágerlista (2010–2019)                    | Helyezés |
| ------------------------------------------ | -------- |
| Amerikai Egyesült Államok US Billboard 200 | 109      |

## Díjak és eladások
| Régió | Minősítés  | Eladott példányszám |
| --- | ---------- | ------------------- |
| Brazília (Pro-Música Brasil)                                                                                            | platina    | 40 000‡             |
| Kanada (Music Canada)                                                                                                   | 2× platina | 160 000‡            |
| Dánia (IFPI Denmark) | arany      | 10 000‡             |
| Franciaország (SNEP) | arany      | 50 000‡             |
| Norvégia (IFPI Norway)                                                                                                  | arany      | 10 000*             |
| Lengyelország (ZPAV) | arany      | 10 000‡             |
| Egyesült Királyság (BPI)                                                                                                | arany      | 100 000‡            |
| Egyesült Államok (RIAA)                                                                                                 | platina    | 1 000 000‡          |
| * Eladási példányszámok kizárólag a minősítés alapján. ‡ Eladási+streaming példányszámok kizárólag a minősítés alapján. |            |                     |

## Megjelenések
| Ország    | Dátum                | Formátum                        | Verzió                          | Label              | References |
| --------- | -------------------- | ------------------------------- | ------------------------------- | ------------------ | ---------- |
| Különböző | 2019. április 19.    | CD Digitális letöltés streaming | Eredeti                         | Nice Life Atlantic |            |
| Különböző | 2019. május 3.       | Digital download streaming      | Deluxe                          | Nice Life Atlantic |            |
| Különböző | 2019. május 24.      | CD                              | Deluxe                          | Nice Life Atlantic | [ 86 ]     |
| Japán     | 2019. július 17.     | CD                              | Deluxe kiadás (bónusz dalokkal) | Warner Music Japan | [ 87 ]     |
| Különböző | 2019. szeptember 27. | LP                              | Deluxe                          | Nice Life Atlantic | [ 88 ]     |
| Japán     | 2019. december 4.    | CD                              | Super Deluxe                    | Warner Music Japan | [ 89 ]     |
| Különböző | 2019. december 13.   | CD                              | Super Deluxe                    | Nice Life Atlantic | [ 90 ]     |
| Különböző | 2020. január 24.     | Digital download streaming      | Super Deluxe                    | Nice Life Atlantic | [ 91 ]     |